# Pinar Atalay

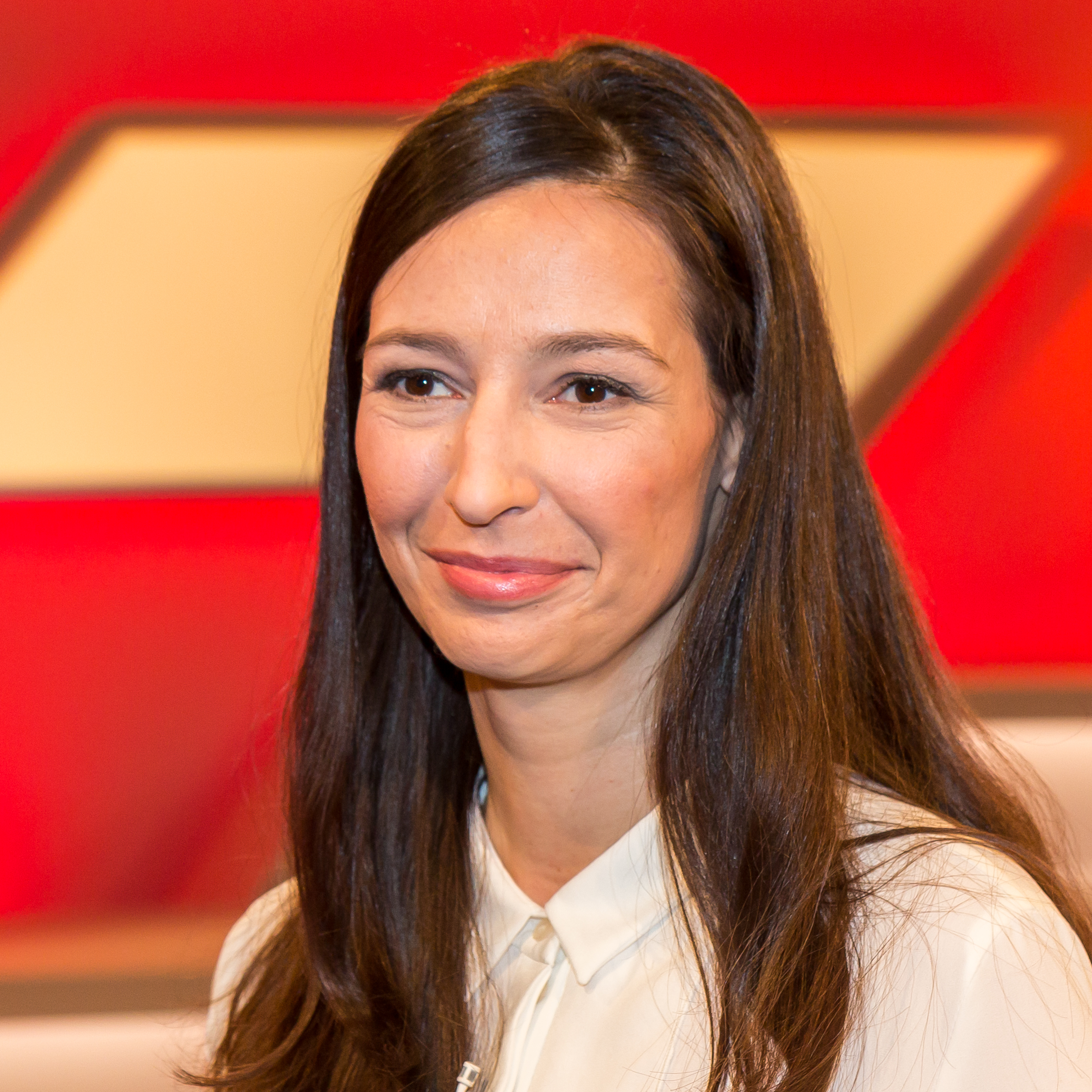
Pinar Atalay (2018)

Pinar Atalay (ur. 27 kwietnia 1978 w Lemgo, Nadrenia Północna-Westfalia) – niemiecka spikerka i prezenterka radiowa i telewizyjna. 
Urodzona w Niemczech Pinar Atalay jest córką tureckiego gastarbeitera. Karierę zawodową rozpoczęła jako praktykantka, a później wolontariuszka w lokalnej stacji radiowej powiatu Lippe należącej do grupy Radio NRW (Nordrhein-Westfalen). Pracowała też w stacji radiowej Antenne Münster jako prowadząca program poranny.
W telewizji WDR regularnie prowadziła program Cosmo TV, a także była reporterką i prezenterką w radiu i telewizji NDR (NDR Fernsehen) oraz Radio Bremen. Obecnie Pinar Atalay prowadzi programy informacyjne i specjalne także w głównym programie ARD. 
Od 1 lutego 2014, jako pierwsza dziennikarka o korzeniach tureckich, prowadzić będzie wydania "Tagesschau" – wiadomości "Das Erste", pierwszego kanału niemieckiej telewizji publicznej.